# Венява (Мазовецьке воєводство)
Венява (пол. Wieniawa) — село в Польщі, у гміні Венява Пшисуського повіту Мазовецького воєводства.
Населення — 898 осіб (2011).
У 1975-1998 роках село належало до Радомського воєводства.

## Демографія
Демографічна структура станом на 31 березня 2011 року:
|          | Загалом | Допрацездатний вік | Працездатний вік | Постпрацездатний вік |
| -------- | ------- | ------------------ | ---------------- | -------------------- |
| Чоловіки | 429     | 97                 | 290              | 42                   |
| Жінки    | 469     | 109                | 263              | 97                   |
| Разом    | 898     | 206                | 553              | 139                  |